# Собрание постановлений правительства СССР
«Собра́ние постановле́ний Прави́тельства СССР» (СП СССР) — официальное печатное издание советского правительства, в котором публиковались постановления, имеющие общее значение или носящие нормативный характер.
СП СССР издавалось с 1938 года по 1991 год. С 1938 по 1956 годы (кроме 1950) выпускалось в виде специального издания под заглавием «Собрание постановлений и распоряжений Правительства СССР». С 1957 продолжило выходить под заглавием «Собрание постановлений Правительства СССР».
СП СССР состояло из двух разделов. В первом разделе публиковались постановления Совета Министров СССР и совместные постановления ЦК КПСС, Совета Министров СССР, ВЦСПС, ЦК ВЛКСМ; во втором — международные акты (соглашения и конвенции, заключённые Союзом ССР, и т. д.) 